# Andrew Odlyzko
Andrew Michael Odlyzko, né le 23 juillet 1949 à Tarnów en Pologne, est un mathématicien et informaticien. Après 25 années comme chercheur aux Laboratoires Bell, il est depuis 2001 professeur à la School of Mathematics de l'université du Minnesota, où il a occupé divers postes à responsabilité.

## Biographie
Odlyzko obtient son Ph.D. au Massachusetts Institute of Technology en 1975 sous la direction de Harold Mead Stark avec un travail intitulé Lower Bounds for Discriminants of Number Fields. Pendant 25 ans, de 1975 à 2001, il travaille au Laboratoires Bell, d'abord comme chercheur puis comme chef de département à partir de 1983. En 2001, il rejoint l'université du Minnesota. De 2001 à 2008, il est également fondateur du Digital Technology Center, directeur du Minnesota Supercomputing Institute, vice-président de l'université du Minnesota. Il a publié plus de 150 articles scientifiques et a déposé trois brevets.

## Travaux scientifiques

### En mathématiques
Dans le domaine des mathématiques, il travaille en théorie analytique des nombres, théorie algorithmique des nombres, notamment sur la distribution des zéros de la fonction zêta de Riemann, et en probabilités. Il est l'inventeur, avec Arnold Schönhage, de l'algorithme d'Odlyzko-Schönhage de calcul des zéros de cette fonction. Au début des années 1970, il est co-auteur (avec David Kahaner et Gian-Carlo Rota) de l'un des articles fondateurs du calcul ombral. En 1985, avec Herman te Riele, il réfute la conjecture de Mertens.

### En informatique théorique
Il travaille en cryptographie, algorithmique et théorie de la complexité, combinatoire. Ses articles avec Philippe Flajolet sur l'analyse de singularités contribuent à jeter les bases de la combinatoire analytique, et sur les codes correcteurs. Il étudie aussi, en combinatoire des mots, la structure des périodes dans un mot, en relation avec le théorème de périodicité de Fine et Wilf

### En informatique
Plus récemment, il travaille sur les réseaux de télécommunication, l'édition électronique, les aspects économiques de la sécurité informatique et le commerce électronique. Il prend part aux discussions et interrogations qu'ont soulevés le développement de l'internet.
En 2001, dans un article intitulé Content is Not King, publié dans le périodique First Monday, il compare l'importance relative entre communication divertissement, et il avance les points de vue suivants :
1. l'industrie du spectacle et des jeux est somme toute fort petite, si l'on la compare aux autres industries, comme l'industrie des télécommunications ;
2. les gens sont plus intéressés par la communication que par le divertissement ;
3. et par conséquent les applications de type divertissement ne sont pas la killer app de l'Internet.

En juillet 2006, dans un article intitulé Metcalfe's Law is Wrong,
Andrew Odlyzko émet l'idée que l'augmentation de valeur du réseau par l'ajout d'une personne à un réseau de n personnes est environ le n-ième nombre harmonique, et donc que la valeur totale du réseau est de l'ordre de n  log  n. Puisque cette courbe croit plus que linéairement (contrairement à la loi de Sarnoff), cela implique que la conclusion de Metcalfe qui affirme l'existence d'une masse critique, au sens socio-dynamique, dans les réseaux menant à un effet de réseau est correcte. Mais puisque cette fonction pseudo-linéaire ne croît pas aussi rapidement que la loi de Metcalfe, cela implique que nombre des prédictions quantitatives basées sur la loi de Metcalfe sont excessivement optimistes.
Par exemple, selon le modèle de Metcalfe, si un réseau de 100 000 membres vaut un million de dollars, doubler sa capacité devrait quadrupler sa valeur à 4 millions de dollars. Selon le modèle d'Odlyzko, sa valeur n'augmenterait que d'un facteur 200 000 log(200 000) / (100 000 log(100 000)), et attendrait ainsi la valeur de 2,1 millions de dollars.
Odlyzko a aussi pris position de manière argumentée et nuancée sur le problème de l'open acces, et notamment de la répartition du coût de la publication scientifique et d'autres problèmes soulevés par le développement de l'informatique.

## Honneurs et distinctions
- 2000 : Docteur honoris causa de l’université de Marne-la-Vallée[5].
- 2012 : Fellow de l'International Association for Cryptologic Research (IACR).
- 2012 : Fellow de l'American Mathematical Society.
- 2012-2015 : Vice-président de l'American Mathematical Society.

Il a fait partie des conseils scientifiques de divers organismes de recherche, comme
- 1997-2002 : Scientific Advisory Committee du CRM, Centre de Recherches Mathématiques, Université de Montréal.
- 2000–2004 : Scientific Research Board, American Institute for Mathematics.